# Mesocomys kalinai
Mesocomys kalinai is een vliesvleugelig insect uit de familie Eupelmidae. De wetenschappelijke naam is voor het eerst geldig gepubliceerd in 2011 door Özdikmen.